# Tila (Chiapas)
Pour les articles homonymes, voir Tila.
Tila est une municipalité du Chiapas, au Mexique. Elle couvre une superficie de 705,5 km2 et compte 77 554 habitants en 2015.